# 4世纪国家领导人列表

## 非洲
- 阿克苏姆帝国 – Ella Amida, 阿克苏姆国王 (?-c.320)
- 库施
  - Yesbokheamani, 库施国王 (283–300)
  - (女王), 库施女王 (300–308)

## 亚洲
- 亚美尼亚 - 梯里达底三世, 亚美尼亚国王 (287–330)
- 笈多王朝 – 瓶首 (280–319)
- 日本 (古坟时代) - 
  -     1. 应神天皇，日本天皇（270年－310年）
    2. 仁德天皇，日本天皇（313年－399年）
    3. 履中天皇，日本天皇（400年－405年）
- 朝鲜 (朝鲜三国时代)
  - 百济 - 
    1. 汾西王，百济王（298年－304年）
    2. 比流王，百济王（304年－344年）
    3. 契王，百济王（344年－346年）
    4. 近肖古王，百济王（346年－375年）
    5. 近仇首王，百济王（375年－384年）
    6. 枕流王，百济王（384年－385年）
    7. 辰斯王，百济王（385年－392年）
    8. 阿莘王，百济王（392年－405年）

  - 高句丽 -
    1. 美川王，高句丽王（300年—331年）
    2. 故国原王，高句丽王（331年—371年）
    3. 小兽林王，高句丽王（300年—331年）
    4. 故国壤王，高句丽王（331年—371年）
    5. 小兽林王，高句丽王（371年—384年）
    6. 故国壤王，高句丽王（384年—391年）
    7. 广开土王，高句丽王（391年—412年）

  - 新罗 - 
    1. 基臨尼師今，新罗王（298年—310年）
    2. 讫解尼师今，新罗王（310年—356年）
    3. 奈勿麻立干，新罗王（356年—402年）
- 贵霜帝国 – Vasudeva II (c.290–310)
- 西克萨德拉巴 - Vishwasen (294–304)

### 中国
- 晋朝
  - 西晋 - 
    1. 晋惠帝，晋朝皇帝（290年—306年）
    2. 司马伦，晋朝皇帝（301年）
    3. 晋怀帝，晋朝皇帝（306年—311年）
    4. 晋愍帝，晋朝皇帝（313年—316年）

  - 东晋 - 
    1. 晋元帝，晋王（317年—318年）、晋朝皇帝（318年—322年）
    2. 晋明帝，晋朝皇帝（322年—325年）
    3. 晋成帝，晋朝皇帝（325年—342年）
    4. 晋康帝，晋朝皇帝（342年—344年）
    5. 晋穆帝，晋朝皇帝（344年—361年）
    6. 晋哀帝，晋朝皇帝（361年—365年）
    7. 司马奕，晋朝皇帝（365年—371年）
    8. 晋简文帝，晋朝皇帝（371年—372年）
    9. 晋孝武帝，晋朝皇帝（372年—396年）
    10. 晋安帝，晋朝皇帝（396年—418年）
- 十六国
  - 成汉
    1. 李特，益州牧（302年－303年）
    2. 李流，益州牧（303年）
    3. 李雄，益州牧（303年－304年）、成都王（304年－306年）、大成皇帝（306年－334年）
    4. 李班，大成皇帝（334年）
    5. 李期，大成皇帝（334年－338年）
    6. 李寿，汉帝（338年－343年）
    7. 李势，汉帝（343年－347年）

  - 汉赵
    1. 刘渊，汉王（304年－308年）、汉帝（308年－310年）
    2. 刘和，汉帝（310年）
    3. 刘聪，汉帝（310年－318年）
    4. 刘粲，汉帝（318年）
    5. 靳准，汉天王（318年）
    6. 刘曜，汉帝（318年－319年）、赵帝（319年－328年）
    7. 刘熙，赵太子（328年－329年）

  - 后赵
    1. 石勒，赵王（319年－330年）、大赵天王（330年）、赵帝（330年－333年）
    2. 石弘，赵帝（333年－334年）
    3. 石虎，居摄赵天王（334年－337年）、大赵天王（337年－349年）、赵帝（349年）
    4. 石世，赵帝（349年）
    5. 石遵，赵帝（349年）
    6. 石鉴，赵帝（349年－350年）
    7. 石袛，赵帝（350年－351年）

  - 前凉
    1. 张轨，凉州刺史（301年－314年）
    2. 张寔，西平公（314年－320年）
    3. 张茂，西平公（320年－324年）
    4. 张骏，西平公（324年－346年）、假凉王（345年－346年）
    5. 张重华，西平公·假凉王（346年－349年）、西平公·凉王（349年－353年）
    6. 张曜灵，西平公·凉王（353年）
    7. 张祚，西平公·凉王（353年－354年）、凉王·凉帝（354年－355年）
    8. 张玄靓，西平公（355年－363年）、凉王（355年－359年）
    9. 张天锡，西平公（363年－376年）

  - 前燕
    1. 慕容廆（285年－333年）
    2. 慕容皝（333年－337年）、燕王（337年－348年）
    3. 慕容儁，燕王（348年－352年）、前燕皇帝（352年－360年）
    4. 慕容暐，前燕皇帝（360年－370年）

  - 前秦
    1. 苻洪，三秦王（350年）
    2. 苻健，大秦天王（351年－352年）、前秦皇帝（352年－355年）
    3. 苻生，前秦皇帝（355年－357年）
    4. 苻坚，大秦天王（357年－385年）
    5. 苻丕，前秦皇帝（385年－386年）
    6. 苻登，前秦皇帝（386年－394年）
    7. 苻崇，前秦皇帝（394年）

  - 后燕
    1. 慕容垂，燕王（384年－386年）、后燕皇帝（386年－396年）
    2. 慕容宝，后燕皇帝（396年－398年）
    3. 慕容详，后燕皇帝（397年）
    4. 慕容麟，后燕皇帝（397年）
    5. 兰汗，后燕皇帝（398年）
    6. 慕容盛，后燕皇帝（398年－400年）、庶人天王（400年－401年）

  - 后秦
    1. 姚苌，万年秦王（384年－386年）、后秦皇帝（386年－394年）
    2. 姚兴，后秦皇帝（394年－399年）、大秦天王（399年－416年）

  - 西秦
    1. 乞伏国仁，单于（385年－387年）、苑川王（387年－388年）
    2. 乞伏乾归，河南王（388年－389年）、金城王（389年－394年）、河南王（394年）、梁王（394年）、秦王（394年－400年）

  - 后凉
    1. 吕光，酒泉公（386年－389年）、三河王（389年－396年）、大凉天王（396年－399年）
    2. 吕绍，大凉天王（399年）
    3. 吕纂，大凉天王（399年—401年）

  - 南凉
    1. 秃发推斤（？－365年）
    2. 秃发思复鞬（365年－？）
    3. 秃发乌孤（？－397年）、西平王（397年－398年）、武威王（398年－399年）
    4. 秃发利鹿孤，武威王（399年－401年）、河西王（401年－402年）

  - 北凉
    1. 段业，建康公（397年－399年）、凉王（399年－401年）

  - 西凉
    1. 李暠，凉公（400年—417年）

  - 南燕
    1. 慕容德，燕王（398年－400年）、南燕皇帝（400年－405年）
- 冉魏
  1. 冉闵，冉魏皇帝（350年－352年）
- 西燕
  1. 慕容泓，济北王（384年）
  2. 慕容冲，皇太弟（384年－385年）、西燕皇帝（385年－386年）
  3. 段随，燕王（386年）
  4. 慕容𫖮，燕王（386年）
  5. 慕容瑶，西燕皇帝（386年）
  6. 慕容忠，西燕皇帝（386年）
  7. 慕容永，西燕皇帝（386年－394年）
- 翟魏
  1. 翟斌（330年－384年）
  2. 翟真（384年－385年）
  3. 翟成（385年）
  4. 翟辽（385年－388年）、魏王（388年－391年）
  5. 翟钊，魏王（391年－392年）
- 段部
  1. 段日陆眷（？）
  2. 段乞珍（？）
  3. 段务目尘（303年－310年）
  4. 段就六眷（310年－318年）
  5. 段涉复辰（318年）
  6. 段末波（318年－325年）
  7. 段牙（325年）
  8. 段辽（325年－338年）
  9. 段兰（343年－？）
  10. 段龛（？－356年）
  11. 段勤（350年－352年）
- 宇文部
  1. 宇文莫珪（？）
  2. 宇文逊昵延（？）
  3. 宇文乞得龟（？－333年）
  4. 宇文逸豆归（333年－344年）
- 铁弗
  1. 刘诰升爰（272年—309年
  2. 刘乌路孤（309年—341年）
  3. 刘务桓（341年—356年）
  4. 刘阏陋头（356年—358年）
  5. 刘悉勿祈（358年—359年）
  6. 刘卫辰（359年—391年）
- 仇池
  1. 杨茂搜（296年─317年）
  2. 杨难敌（317年─335年）
  3. 杨毅（335年─337年）
  4. 杨初（337年─357年）
  5. 杨国（357年）
  6. 杨俊（357年─361年）
  7. 杨世（361年─370年）
  8. 杨统（370年）
  9. 杨纂（370年─372年）
  10. 杨定（386年─395年）
  11. 杨盛（395年─425年）
- 拓跋氏
  - 代国
    1. 拓跋禄官（294年－307年）
    2. 拓跋猗㐌（295年－305年）
    3. 拓跋猗卢（307年－315年）、代王（315年－316年）
    4. 拓跋普根，代王（316年）
    5. 代王（316年）
    6. 拓跋郁律，代王（316年－325年）
    7. 拓跋贺傉，代王（321年－325年）
    8. 拓跋纥那，代王（325年－329年、335年－337年）
    9. 拓跋翳槐，代王（329年－335年、337年－338年）
    10. 拓跋什翼犍，代王（338年－376年）

  - 北魏
    1. 魏道武帝，魏王（386年－396年）、北魏皇帝（396年－409年）
- 吐谷浑
  1. 慕容吐谷浑，河南王（285年—317年）
  2. 吐延，河南王（317年—329年）
  3. 叶延，吐谷浑王（329年—351年）
  4. 碎奚，吐谷浑王（351年—371年）
  5. 视连，白兰王（371年—390年）
  6. 视罴，吐谷浑王（390年—400年）
  7. 乌纥提，吐谷浑大单于（400年—405年）

## 中东
- 东罗马帝国 (四帝共治制)
  - 戴克里先, 东方奥古斯都 (284–305)
  - 伽列里乌斯, 东方凯撒/执政官 (293–311)
- 波斯萨珊王朝 - 纳塞赫, 波斯沙汗沙 (293–302)

## 欧洲
- 爱尔兰 - Fiacha Sraibhtine,  爱尔兰高地王 (285–322)
- 西罗马帝国 (四帝共治制)
  - 馬克西米安, 西方奥古斯都 (286–305)
  - 君士坦提烏斯一世, 西方凯撒/执政官 (293–306)